# Педагогика
Педаго́гика (др.-греч. παιδαγωγική «искусство воспитания» от παῖς «ребёнок» → παιδος «подросток» + ἄγω «веду») — наука о воспитании и обучении человека, прежде всего в детско-юношеском возрасте.
Предмет педагогики — целостный педагогический процесс, направленный на гармоничное развитие личности в условиях её воспитания, обучения и образования. Объект педагогики — воспитание как сознательно и целенаправленно осуществляемый процесс. Объектом педагогики выступают те явления действительности, которые обусловливают развитие человеческого индивида в процессе целенаправленной деятельности общества. Эти явления получили название образования. Оно и есть та часть объективного мира, которую изучает педагогика.

## Историческая справка
Слово «педагогика» происходит от др.-греч. παιδαγωγική, что означает буквально «детовождение, детоведение».
В Древней Греции педагог — раб (часто — неспособный к физическому труду), наблюдающий за ребёнком (παῖς — мальчик, подросток), отвечающий за посещение им школы. Развитие педагогики неотделимо от истории человечества. Педагогическая мысль зародилась и на протяжении тысячелетий развивалась в древнегреческой, древневосточной и средневековой теологии и философии.
Сын мой, когда на рать с князем едешь, то езди с храбрыми впереди — и роду своему честь добудешь, и себе доброе имя. Что может лучше быть, если перед князем умереть доведется! Слуг же путных, чадо, почитай и люби.
Сын мой, если хочешь прославиться перед Богом и людьми, то будь ко всем одинаков и добр ко всякому человеку, и за глаза и в глаза. Если же над кем-нибудь смеются, ты хвали его и люби, тогда и от Бога получишь вознаграждение, и от людей похвалу, и от защищенного тобой — почитание.Из «Наставления отца к сыну», XV век 
Впервые педагогика вычленена из системы философских знаний в начале XVII в. английским философом и естествоиспытателем Фрэнсисом Бэконом и закреплена как наука трудами чешского педагога Яна Амоса Коменского. К настоящему времени педагогика является многоотраслевой наукой, функционирующей и развивающейся в тесной взаимосвязи с другими науками.
В 1988 ЮНЕСКО было принято решение, касающееся педагогов, определивших, по мнению этой организации, способ педагогического мышления в XX веке. К ним были причислены: американец Джон Дьюи, немец Георг Кершенштейнер, итальянка Мария Монтессори и советский педагог Антон Макаренко.

## Другие определения
- наука о специально организованной, целенаправленной и систематической деятельности по формированию человека, о содержании, формах и методах воспитания, образования и обучения, передачи социального опыта от педагога к ученику[4];
- наука о целенаправленном процессе передачи человеческого опыта и подготовки подрастающего поколения к жизни и деятельности[5];
- наука о сущности, закономерностях, принципах, методах и формах обучения и воспитания человека (Л. В. Мардахаев);
- наука об образовании и искусство воспитательной практики по формированию и развитию личности (И. И. Прокопьев, Н. В. Михалкович);
- наука об образовании человека, то есть о развитии его жизненного опыта (Новиков, Александр Михайлович, Основания педагогики);
- наука и одновременно отрасль человековедения, то есть отрасль гуманитарной науки о способах и путях передачи-получения человеком информации и приобщения к общекультурным ценностям с учетом его индивидуально-возрастных особенностей развития в контексте конкретной педагогической системы (Е. С. Рапацевич);
- наука о воспитании человека (Г. М. Афонина, И. П. Подласый);
- особая, социально и личностно детерминированная деятельность по приобщению человеческих существ к жизни общества (П. И. Пидкасистый);
- наука о педагогическом процессе, организованном в условиях педагогической системы и обеспечивающем развитие его субъектов (Н. В. Бордовская, А. А. Реан, С. И. Розум);
- теоретическая наука и педагогическая деятельность, искусство (И. Ф. Харламов);
- наука о законах и закономерностях воспитания, образования, обучения, социализации и творческого саморазвития человека (В. И. Андреев);
- осмысление воспитания (С. И. Гессен);
- воспитание, то есть та сторона образования, которая связана с присвоением человеком ценностей, ценностного отношения к жизни. (Н. Д. Никандров, С. Н. Гавров)[6];
- искусство превращения человека в Человека, знания и умения, необходимые для развития в человеке заложенных в нём от природы возможностей и сил. Помогая стать Человеком другому человеку, воспитатель и сам становится Человеком. (В. И. Слуцкий).

## Задачи научной педагогики
Научная педагогика по проф. В. В. Кумарину ставит перед собой следующие задачи:
1. Воспитание человека, то есть выработку в нём привычек поведения, таких как честность, порядочность, трудолюбие и т. д. Цель воспитания — не только знание о том, что такое честность, но именно привычка быть честным. Эта задача является первоочередной и ей целесообразно отдавать предпочтение — ещё Ушинский К. Д. писал о том, что при дурном воспитании дополнительные знания сделают такого человека только более опасным для общества (и приводил в качестве примера Чичикова).
2. Выявление состава и величины природных (то есть не поддающихся изменению педагогическими средствами) дарований (способностей) и тесно связанных с ними потребностей данного человека, в значительной степени определяющих возможности к его обучению в том или ином направлении.
3. Выявление состава и величины общественных потребностей к обучению и воспитанию в данном месте и в данное время. При этом понятие места и времени также имеет достаточно сложный (иерархичный) характер.
4. Создание условий и осуществление гармоничного удовлетворения личных и общественных потребностей в воспитании и обучении с учётом потребностей и возможностей (способностей) как иерархии общественных коллективов (от семьи до государства в целом и даже на международном уровне), так и обучаемого.